# Elba (New York)
Pour les articles homonymes, voir Elba.
Ne doit pas être confondu avec Elba (village, New York).
Elba est une ville située dans le comté de Genesee, dans l'État de New York, aux États-Unis,. En 2010, elle comptait une population de 2 370 habitants.

## Démographie
Lors du recensement de 2010, la ville comptait une population de 2 370 habitants. Elle est estimée, en 2016, à 2 300 habitants.